# Theon (bedrijf)
Theon International plc. is een Griekse producent van nachtkijkers. Juridisch is het bedrijf in Cyprus gevestigd, maar het hoofdkantoor staat in Athene.

## Activiteiten
Theon is een ontwikkelaar en fabrikant van nachtzichtkijkers en warmtebeeldsystemen voor militaire en veiligheidstoepassingen. De producten worden ingebouwd in voertuigen, kunnen op wapens worden gemonteerd of door de mens worden gedragen. Theon heeft producten verkocht aan 71 landen, waarvan 26 NAVO-landen.
Theon heeft kantoren in diverse landen, waaronder Griekenland, Cyprus, de Verenigde Staten, Denemarken en Singapore. Er zijn productie vestigingen in Athene, Wetzlar en Plymouth. De vestiging is Duitsland is een joint venture met Hensoldt en de fabriek in de Verenigde Staten behoort toe aan EOTECH. 
In 2024 werd 80% van de omzet in Europa gerealiseerd en de rest in min of meer gelijke delen in Noord- en Zuid-Amerika en Azië. De omzet werd vooral gerealiseerd met de verkoop van nachtkijkers.

### Financiële resultaten
| Jaar | Netto omzet | Bedrijfs- resultaat | Netto- resultaat | Werknemers |
| Jaar | (× miljoen) | (× miljoen)         | (× miljoen)      | Werknemers |
| ---- | ----------- | ------------------- | ---------------- | ---------- |
| 2020 | € 54        | € 11                | € 7              |            |
| 2021 | € 81        | € 25                | € 19             |            |
| 2022 | € 143       | € 40                | € 30             | 230        |
| 2023 | € 219       | € 56                | € 36             | 303        |
| 2024 | € 352       | € 87                | € 67             | 633        |

## Geschiedenis
Het bedrijf werd in 1997 opgericht.
Vanaf 7 februari 2024 staan de aandelen van het bedrijf genoteerd aan Euronext Amsterdam. Venetus Limited is de grootste aandeelhouder en deze investeringsmaatschappij is in handen van Christianos Hadjiminas.
In juli 2025 maakte Theon bekend dat de samenwerking in Estland met defensie voor het leveren van nachtkijkers wordt hernieuwd. Verder zal het bedrijf een belangrijke investering doen in Letland om de productiecapaciteit te vergroten.
Accsys · Amsterdam Commodities · Alfen · AMG · Avantium · B&S · Brunel International · CM.COM · Envipco · Fastned · Ferrari Group · Flow Traders · ForFarmers · Havas · Kendrion · Nedap · Nieuwe Steen Investments · Pharming · PostNL · Sif Group · Sligro Food Group · Theon · Vastned Retail · Wereldhave